# Übersicht der Listen der Naturdenkmale im Landkreis Vulkaneifel
Die Übersicht der Listen der Naturdenkmale im Landkreis Vulkaneifel nennt die Listen und die Anzahl der Naturdenkmale in den Städten und Gemeinden im rheinland-pfälzischen Landkreis Vulkaneifel. Die Listen enthalten 196 im Landschaftsinformationssystem der Naturschutzverwaltung Rheinland-Pfalz verzeichnete Naturdenkmale.

## Verbandsgemeinde Daun
In den 38 verbandsangehörigen Gemeinden der Verbandsgemeinde Daun sind insgesamt 57 Naturdenkmale verzeichnet.
| Ortsgemeinde, Stadt | Naturdenkmalliste                          | Anzahl Naturdenkmale |
| ------------------- | ------------------------------------------ | -------------------- |
| Betteldorf          | Liste der Naturdenkmale in Betteldorf      | 1                    |
| Bleckhausen         | Liste der Naturdenkmale in Bleckhausen     | 1                    |
| Daun, Stadt         | Liste der Naturdenkmale in Daun            | 15                   |
| Demerath            | Liste der Naturdenkmale in Demerath        | 1                    |
| Deudesfeld          | Liste der Naturdenkmale in Deudesfeld      | 2                    |
| Dockweiler          | Liste der Naturdenkmale in Dockweiler      | 3                    |
| Gillenfeld          | Liste der Naturdenkmale in Gillenfeld      | 2                    |
| Hinterweiler        | Liste der Naturdenkmale in Hinterweiler    | 2                    |
| Hörscheid           | Liste der Naturdenkmale in Hörscheid       | 2                    |
| Immerath            | Liste der Naturdenkmale in Immerath        | 1                    |
| Kirchweiler         | Liste der Naturdenkmale in Kirchweiler     | 3                    |
| Mehren              | Liste der Naturdenkmale in Mehren (Eifel)  | 1                    |
| Meisburg            | Liste der Naturdenkmale in Meisburg        | 1                    |
| Mückeln             | Liste der Naturdenkmale in Mückeln         | 3                    |
| Niederstadtfeld     | Liste der Naturdenkmale in Niederstadtfeld | 2                    |
| Schalkenmehren      | Liste der Naturdenkmale in Schalkenmehren  | 1                    |
| Schutz              | Liste der Naturdenkmale in Schutz (Eifel)  | 1                    |
| Steineberg          | Liste der Naturdenkmale in Steineberg      | 2                    |
| Steiningen          | Liste der Naturdenkmale in Steiningen      | 1                    |
| Strohn              | Liste der Naturdenkmale in Strohn          | 3                    |
| Üdersdorf           | Liste der Naturdenkmale in Üdersdorf       | 6                    |
| Udler               | Liste der Naturdenkmale in Udler           | 1                    |
| Wallenborn          | Liste der Naturdenkmale in Wallenborn      | 2                    |

In Brockscheid, Darscheid, Dreis-Brück, Ellscheid, Gefell, Kradenbach, Nerdlen, Oberstadtfeld, Sarmersbach, Saxler, Schönbach, Strotzbüsch, Utzerath, Weidenbach und Winkel (Eifel) sind keine Naturdenkmale verzeichnet.

## Verbandsgemeinde Gerolstein
In den 13 verbandsangehörigen Gemeinden der Verbandsgemeinde Gerolstein sind insgesamt 59 Naturdenkmale verzeichnet.
| Ortsgemeinde, Stadt | Naturdenkmalliste                             | Anzahl Naturdenkmale |
| ------------------- | --------------------------------------------- | -------------------- |
| Berlingen           | Liste der Naturdenkmale in Berlingen (Eifel)  | 3                    |
| Birresborn          | Liste der Naturdenkmale in Birresborn         | 6                    |
| Densborn            | Liste der Naturdenkmale in Densborn           | 1                    |
| Duppach             | Liste der Naturdenkmale in Duppach            | 2                    |
| Gerolstein, Stadt   | Liste der Naturdenkmale in Gerolstein         | 23                   |
| Hohenfels-Essingen  | Liste der Naturdenkmale in Hohenfels-Essingen | 3                    |
| Kalenborn-Scheuern  | Liste der Naturdenkmale in Kalenborn-Scheuern | 4                    |
| Kopp                | Liste der Naturdenkmale in Kopp               | 3                    |
| Mürlenbach          | Liste der Naturdenkmale in Mürlenbach         | 2                    |
| Pelm                | Liste der Naturdenkmale in Pelm               | 7                    |
| Rockeskyll          | Liste der Naturdenkmale in Rockeskyll         | 4                    |
| Salm                | Liste der Naturdenkmale in Salm (Eifel)       | 1                    |

In Neroth sind keine Naturdenkmale verzeichnet.

## Verbandsgemeinde Hillesheim
In den 11 verbandsangehörigen Gemeinden der Verbandsgemeinde Hillesheim sind insgesamt 45 Naturdenkmale verzeichnet.
| Ortsgemeinde, Stadt | Naturdenkmalliste                             | Anzahl Naturdenkmale |
| ------------------- | --------------------------------------------- | -------------------- |
| Basberg             | Liste der Naturdenkmale in Basberg            | 1                    |
| Berndorf            | Liste der Naturdenkmale in Berndorf (Eifel)   | 6                    |
| Dohm-Lammersdorf    | Liste der Naturdenkmale in Dohm-Lammersdorf   | 5                    |
| Hillesheim, Stadt   | Liste der Naturdenkmale in Hillesheim (Eifel) | 10                   |
| Kerpen              | Liste der Naturdenkmale in Kerpen (Eifel)     | 2                    |
| Nohn                | Liste der Naturdenkmale in Nohn               | 1                    |
| Oberbettingen       | Liste der Naturdenkmale in Oberbettingen      | 3                    |
| Oberehe-Stroheich   | Liste der Naturdenkmale in Oberehe-Stroheich  | 3                    |
| Üxheim              | Liste der Naturdenkmale in Üxheim             | 7                    |
| Walsdorf            | Liste der Naturdenkmale in Walsdorf (Eifel)   | 3                    |
| Wiesbaum            | Liste der Naturdenkmale in Wiesbaum           | 4                    |

## Verbandsgemeinde Kelberg
In den 33 verbandsangehörigen Gemeinden der Verbandsgemeinde Kelberg sind insgesamt 19 Naturdenkmale verzeichnet.
| Ortsgemeinde | Naturdenkmalliste                             | Anzahl Naturdenkmale |
| ------------ | --------------------------------------------- | -------------------- |
| Berenbach    | Liste der Naturdenkmale in Berenbach          | 2                    |
| Borler       | Liste der Naturdenkmale in Borler             | 2                    |
| Drees        | Liste der Naturdenkmale in Drees              | 4                    |
| Höchstberg   | Liste der Naturdenkmale in Höchstberg         | 2                    |
| Horperath    | Liste der Naturdenkmale in Horperath          | 1                    |
| Hörschhausen | Liste der Naturdenkmale in Hörschhausen       | 1                    |
| Katzwinkel   | Liste der Naturdenkmale in Katzwinkel (Eifel) | 1                    |
| Kelberg      | Liste der Naturdenkmale in Kelberg            | 2                    |
| Kolverath    | Liste der Naturdenkmale in Kolverath          | 1                    |
| Neichen      | Liste der Naturdenkmale in Neichen            | 1                    |
| Oberelz      | Liste der Naturdenkmale in Oberelz            | 1                    |
| Uersfeld     | Liste der Naturdenkmale in Uersfeld           | 1                    |

In Arbach, Beinhausen, Bereborn, Bodenbach, Bongard, Boxberg, Brücktal, Gelenberg, Gunderath, Kaperich, Kirsbach, Kötterichen, Lirstal, Mannebach, Mosbruch, Nitz, Reimerath, Retterath, Sassen, Ueß und Welcherath sind keine Naturdenkmale verzeichnet.

## Verbandsgemeinde Obere Kyll
In den 14 verbandsangehörigen Gemeinden der Verbandsgemeinde Obere Kyll sind insgesamt 16 Naturdenkmale verzeichnet.
| Ortsgemeinde | Naturdenkmalliste                                | Anzahl Naturdenkmale |
| ------------ | ------------------------------------------------ | -------------------- |
| Birgel       | Liste der Naturdenkmale in Birgel                | 3                    |
| Esch         | Liste der Naturdenkmale in Esch (bei Gerolstein) | 1                    |
| Gönnersdorf  | Liste der Naturdenkmale in Gönnersdorf (Eifel)   | 2                    |
| Hallschlag   | Liste der Naturdenkmale in Hallschlag            | 2                    |
| Jünkerath    | Liste der Naturdenkmale in Jünkerath             | 3                    |
| Lissendorf   | Liste der Naturdenkmale in Lissendorf            | 1                    |
| Ormont       | Liste der Naturdenkmale in Ormont                | 1                    |
| Stadtkyll    | Liste der Naturdenkmale in Stadtkyll             | 1                    |
| Steffeln     | Liste der Naturdenkmale in Steffeln              | 2                    |

In Feusdorf, Kerschenbach, Reuth, Scheid und Schüller sind keine Naturdenkmale verzeichnet.